# Шёнберг, Исаак Юльевич
Исаак Шёнберг (Исаак Юльевич (или Юдкович) Шейнберг; 1 марта 1880, Пинск — 25 января 1963, Лондон) — инженер-электронщик, наиболее известен своим вкладом в развитие телевидения. Отец британского физика Дэвида Шёнберга.
Шёнберг родился в Пинске (сейчас территория Белоруссии), изучал математику, электричество и механику в Санкт-Петербурге.
С 1905 занимался конструированием и сооружением первых радиостанций в России. В 1914 году Шёнберг эмигрировал в Лондон и начал работать в Marconi Wireless and Telegraph Company — компании, созданной Маркони.
В 1929—1942 гг. был научным руководителем талантливого инженера Алана Блюмлейна (до трагической смерти последнего).

## Награды
- Медаль Фарадея (1954).
- В 1962 году был посвящён в рыцари.